# Nicolas Rochat Fernandez

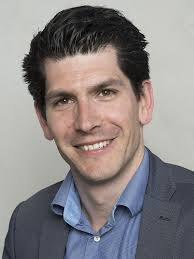
Nicolas Rochat Fernandez

Nicolas Rochat Fernandez (* 9. Dezember 1982 in Lausanne; heimatberechtigt in Le Lieu) ist ein Schweizer Politiker (SP).

## Beruf und Ausbildung
Von Beruf Politikwissenschaftler und Jurist, leitet Rochat Fernandez heute eine Sektion der Gewerkschaft Unia.

## Politik
Am 7. Mai 2019 rückte Rochat Fernandez für die in den Staatsrat des Kantons Waadt gewählte Rebecca Ruiz in den Nationalrat nach. Von 2008 bis im Juli 2019 gehörte er dem Waadtländer Kantonsparlament an.
Bei den Nationalratswahlen 2020 verpasste er seine Wiederwahl und schied aus dem Rat aus.